# 就業規則
就業規則（しゅうぎょうきそく）とは、企業において使用者が労働基準法等に基づき、当該企業における労働条件等に関する具体的細目について定めた規則集のことをいう。
労働者及び使用者は、労働協約、就業規則及び労働契約を遵守し、誠実に各々その義務を履行しなければならず（労働基準法第2条）、就業規則は労働基準法第9章や労働契約法等の法令によってその作成手続、実体、効力等を規制される。
- 本項で労働基準法について以下では条数のみを挙げる。

## 法的規制

### 常時10人以上の労働者
「常時10人以上」とは、事業場単位で、一時的に10人未満になることはあっても常態として10人以上の労働者を使用していることをいう。企業単位で10人に達していても、事業場ごとに見て10人に達しない事業場は作成届出の義務は生じないが作成したときはそれも就業規則として法の規制（第91条から93条）を受ける。派遣労働者については、派遣中の労働者とそれ以外の労働者（派遣会社の事務所で働く労働者などのこと）とを合わせて常時10人以上の労働者を使用する派遣元の使用者である（昭和61年6月6日基発333号）。
第89条・第90条でいう「労働者」には、その事業所で使用するすべての労働者をいい、正社員だけでなく、臨時的・短期的な雇用形態の労働者も含まれる。作成は企業単位ではなく事業場ごとに作成する必要がある。もっとも、就業規則は企業全体で統一的に運用する必要があるので、実際には本社で作成・意見聴取した就業規則を各事業場の所轄行政官庁に届出ている。本則となる就業規則のほかに、事業場の一部の労働者についてのみ適用される別個の就業規則を作成することは、均等待遇（第3条）に違反しない限り、差し支えない。この場合、当該2以上の就業規則を合わせたものが労働基準法上の就業規則となり、それぞれが単独に就業規則になるのではない（昭和63年3月14日基発150号）。

### 行政官庁に届け出
行政官庁（所轄労働基準監督署長。以下同じ）に、届出書、就業規則の原本2通、労働者代表の意見書を提出しなければならない（規則第59条）。作成時だけでなく、変更した場合、さらに行政官庁の命令によって変更する場合であっても同様の手続きが必要である。原本2通のうち1通に労働基準監督署長の受理印が押され、使用者に返却される。

### 労働者の代表の意見
就業規則は、使用者と労働者の約束事であり、一般労働者の意見を反映することが重要である。当該事業所の労働者の過半数で組織された労働組合があればその労働組合、ない場合は過半数労働者から選任された代表者が使用者に対して就業規則に対する意見を述べる。意見書は、労働者を代表する者の署名又は記名押印のあるものでなければならない（労働基準法施行規則第49条2項）。
- 労働者の代表の適格性の判断基準については、労使協定#過半数代表を参照。

反対意見により無効とされることはなく、あるいは出た修正意見を規則に反映させる義務は使用者には無い（昭和24年3月28日基発373号）。意見書への署名を拒否された場合、労働者側に提示し意見を求めたことが客観的にわかれば届出は受理される（昭和23年5月11日基発735号、昭和23年10月30日基発1575号）。また、届出に対する行政官庁の許可も必要なく、明らかな法令違反でもない限り内容について労働基準監督署から指導されることもない（昭和23年5月11日基発735号、昭和23年10月30日基発1575号）。
また、一部の労働者についてのみ適用される就業規則の作成・変更にあたっても、その事業場の全労働者の過半数で組織する労働組合（ない場合は全労働者の過半数代表）の意見を聴かなければならない（昭和23年8月3日基収2446号、昭和24年4月4日基収410号、昭和63年3月14日基発150号）。

### 記載事項
絶対的必要記載事項
就業規則に必ず定めなければならない事項として第89条に列挙されたものは、以下のとおりである。一の就業規則にすべてを記載する必要はなく、別規則を定めて記載しても差し支えない。もっとも、これらの記載を欠いたとしても、効力発生について他の要件を具備する限り有効であるが、そのことをもって第89条違反を免れることはできない（昭和25年2月20日基収276号）。
1. 始業及び終業の時刻、休憩時間、休日、休暇、就業時転換に関する事項。
始業及び終業の時刻については、第41条に該当する者についても定めなければならない（昭和23年12月25日基収4281号）。
事業場において労働者の勤務態様、職種等により始業及び終業の時刻、休憩時間、休日が異なる場合は、その別ごとに記載しなければならない。パートタイム労働者等で画一的に定めないこととするものについては、基本となる時刻等を定めるとともに具体的には個別の労働契約等で定める旨の委任規定を設けることで差支えない（昭和63年3月14日基発150号）。派遣中の労働者について画一的な労務管理を行わない事項については、就業規則にその枠組み及び具体的な労働条件の定め方をすれば足りる（昭和61年6月6日基発333号）。
2. 賃金の決定、計算及び支払の方法、賃金の締切り及び支払の時期並びに昇給に関する事項。
3. 退職に関する事項（解雇事由を含む）。

相対的必要記載事項
その制度を置く場合は就業規則に必ず記載しなければならない事項として第89条に列挙されたものは、以下のとおりである。
1. 退職手当について、適用される労働者の範囲、決定、計算及び支払の方法並びに支払の時期に関する事項。
例えば、勤続年数、退職事由等の退職手当額の決定のための要素、退職手当額の算定方法及び一時金で支払うのか年金で支払うのか等の支払いの方法をいうものである。退職手当を不支給または減額する事由を設ける場合は、「決定、計算の方法」に該当するので、就業規則に記載する必要がある（昭和63年1月1日基発1号）。
中小企業退職金共済制度等、社外積立退職金制度に加入している場合も、本来就業規則で記載すべき事項を記載しなければならないが、社外積立退職金制度の規定を就業規則と一体のものとして取り扱う方法もありうる。保険会社の事務的理由等によりあらかじめ支払時期を設定することが困難なときは、支払時期を確定日とする必要はないが、いつまでに支払うかについては明確にする必要がある（昭和63年3月14日基発150号）。
2. 臨時の賃金及び最低賃金額に関する事項。
3. 食費、作業用品その他の労働者の負担に関する事項。
4. 安全及び衛生に関する事項。
5. 職業訓練に関する事項。
行うべき職業訓練の種類、訓練に係る職種等訓練の内容、訓練期間、訓練を受けることができる者の資格等、職業訓練中の労働者に対し特別の権利義務を設定する場合にはそれに関する事項、訓練修了者に対し特別の処遇をする場合にはそれに関する事項等である（昭和44年11月24日基発776号）。
6. 災害補償及び業務外の傷病扶助に関する事項。
7. 表彰・制裁の定めについてその種類・程度に関する事項。
「制裁」は、第91条でいう減給の制裁にとどまらず、その他の事案も公序良俗に反しない限り禁止されるものではない（昭和22年9月13日発基17号）。
使用者が労働者を懲戒するには、あらかじめ就業規則において懲戒の種別及び事由を定めておくことを要する（国労札幌支部事件、最判昭和54年10月30日）。定めておかないと、仮に懲戒に値する事実があっても懲戒自体が無効とされることもありうる。
8. その他その事業場の全労働者に適用される定めに関する事項。
従来の慣習が全労働者に適用されるものである限り、規定等が無くても慣習等として存在する事項をも包含する。労働条件その他の決定変更につき労働組合との協定、協議又はその経由を必要とする場合にその旨を記載するかは当事者の自由である（昭和23年10月30日基発1575号）。
欠勤日を年次有給休暇に振り替える場合、当該取り扱いが制度として確立している場合には、就業規則に規定することが必要である（昭和23年12月25日基収4281号）。
転勤や配置転換、出向を命ずる場合の根拠規定や、諸経費に関する一般的規定を設ける場合などが、「全労働者に適用される定め」に該当する。

任意記載事項
第89条列挙の事項以外にも使用者は任意の事項を記載することができる。就業規則の目的や、事業場の根本精神、服務規律等を記載する事業場が多い。

### 制裁規定の制限
第91条は欠勤等により賃金総額が僅少となる場合であっても適用される（昭和25年9月8日基収1338号）。10分の1を超えて減給の制裁を行う必要が生じた場合、その超えた部分の減給は次期以降の賃金支払期に延ばさなければならない。翌月以降に分割すれば、10分の1を超える金額を結果として引くことはできる。賞与から減額する場合も同様である（昭和63年3月14日基発150号）。第91条の場合、賃金の一部控除の労使協定（第24条但書）は必要ない。
減給の制裁に関して、平均賃金を算定すべき事由の発生した日については、「減給の制裁の意思表示が相手方に到達した日」をもって、これを算定すべき事由の発生した日とする（昭和30年7月19日基収5875号）。
遅刻・早退・出勤停止した日・時間分の賃金をカットする場合は減給の制裁に該当せず（昭和23年7月3日基収2177号、昭和63年3月14日基発150号）、結果的に第91条の額を超えても第91条違反とはならないが、遅刻・早退・出勤停止した日・時間分以上の賃金カットを行う場合は減給の制裁に該当する。降格に伴う賃金の低下は、その労働者の職務の変更による当然の結果であるから、第91条には抵触しない（昭和26年3月14日基収518号）。月給者を日給者に降格させることにより結果的に賃金額が減少してもそれは賃金の支払い方法の変更であるから第91条には該当しない（昭和34年5月4日基収2664号）。
減給制裁は固定的賃金の変動には当たらないため、標準報酬月額の算定において随時改定の対象とはならない。また、同月に固定的賃金の変動（増額）があった場合は、変動した固定的賃金の支給実績があった月を起算月として、減給制裁と役職手当等を併せた報酬全体で2等級以上の差が生じれば、随時改定に該当する（起算月をずらしたり、減給が無かった場合の金額で算定したりすることはできない）（令和3年4月1日事務連絡）。

### 周知義務
就業規則は、以下の方法によって労働者に周知させなければならない（第106条、規則第52条の2）。これら以外の方法で周知させたとしても第106条の義務を果たしたことにならない。また、要旨のみの周知では足りず、その全部を周知させる必要がある。なお、必須ではないが、透明性の確保などのために、就業規則をインターネット上で公開することが望ましい。
- 常時各作業場の見やすい場所に掲示し、又は備え付ける。
- 書面を労働者に交付する。
- 磁気テープ、磁気ディスクその他これらに準ずる物に記録し、かつ、各作業場に労働者が当該記録の内容を常時確認できる機器を設置する。
  - 以下の要件のいずれも満たし、各労働者が就業規則等の内容を事業場内に設置するパソコン等の電子機器から電子的データとして取り出し、必要なときに容易に確認できるときは、第106条にいう就業規則等の周知義務の要件を満たすものとして取り扱う（平成9年10月20日基発第680号）。
    - 各労働者に、就業規則等を電子的データとして取り出すことができるよう、電子機器の操作の権限が与えられていること。
    - 事業場における各労働者に対して、必要なときに就業規則等の内容を容易に確認できるよう、電子機器から電子的データを取り出す方法が周知されていること。

労働者及び使用者が労働契約を締結する場合において、使用者が合理的な労働条件が定められている就業規則を労働者に周知させていた場合には、労働契約の内容は、その就業規則で定める労働条件によるものとなる（労働契約法第7条）。この場合の「周知」は、上記の方法に限定されず、労働者が知ろうと思えばいつでも就業規則の存在や内容を知り得るようにしておくことをいうものであり、実質的に判断されるものである。このように周知させていた場合には、労働者が実際に就業規則の存在や内容を知っているか否かにかかわらず、労働契約法第7条の「周知させていた」に該当する（平成24年8月10日基発0810第2号）。
就業規則の効力発生要件は、意見が分かれるが、労働者への提示周知により発生し、届出自体は効力発生要件でないとするのが多数意見である。多数意見に依ればこの周知を怠ると、その就業規則は、効力を生じないことになる（行政官庁へ届出がされていなくても労働者への周知が行われていれば、届出を怠ったことによる刑事罰はあるものの、民事的には就業規則の効力は発生する）。

## 効力関係
就業規則で定めた労働条件は、その事業場における労働条件の最低条件としての効力を持つ。就業規則に定める労働条件は、労働基準法に定める基準以上かつ合理的なものとしなければならない（労働契約法第7条）。使用者側が労働者代表等との意見を聴取するだけで一方的に作成できる点で労働協約とは異なる。使用者が任意に記載した事項であっても、最低条件としての効力は認められる。
- 労働組合の専従職員であっても、その者が従業員たる身分を有する限り、一般に当該職員に就業規則を適用し得ることは当然であり、その定に基いて懲戒処分をなし、或は配置転換を命じ得るものと解する。ただし、専従職員は、会社に対する労務提供の義務を免除されているものであるから、その限りにおいて就業規則中適用し得ない部分がある（昭和31年6月19日労収第1045号）。

使用者は、労働契約の締結に際し、労働者に対して賃金、労働時間その他の労働条件を明示しなければならないが（第15条第1項）、使用者が合理的な労働条件が定められている就業規則を労働者に周知させていた場合には、労働契約の内容は、その就業規則で定める労働条件によるものとなる（労働契約法第7条）。相対的必要記載事項の8．を除き、就業規則の必要記載事項は労働条件の明示事項と基本的に同様となっていることから、第15条による明示は、実際には就業規則の交付によって行われている。日本の労使慣行では労働契約の重要事項のほとんどは就業規則に記載されていて、労働契約の締結は労働者による就業規則の一括承認として行われる。
労使協定を締結した場合、その内容が就業規則への記載を要するにもかかわらず言及がない場合、就業規則の変更手続きが必要となる。労使協定はあくまで法の定める罰則からの免罰効果しかなく（昭和63年1月1日基発1号）、労働者への指揮命令の根拠は就業規則等にあり、それへの記載によって有効となる。たとえば、変形労働時間制を採用する場合、労使協定の締結だけでは不十分で、就業規則への記載があってはじめて、協定の内容に基づいた指揮命令をすることができる。逆に、就業規則に明記しながら、労使協定の締結に瑕疵があると、処罰の対象となりうる。
就業規則は、労働基準法その他の法令及び労働協約に反してはならない（第92条1項）。反する部分がある場合、その反する部分については当該法令又は労働協約の適用を受ける労働者との間の労働契約については就業規則は適用されず（労働契約法第13条）、行政官庁は当該抵触する就業規則の変更を命ずることができる（第92条2項）。一方、就業規則で定める基準に達しない労働条件を定める労働契約は、その部分については無効となり、無効となった部分は、就業規則で定める基準による（第93条、労働契約法第12条）。仮に法令に反する就業規則が受理されたとしても、そのことをもって就業規則が適法であると主張することはできない。労働協約に反する就業規則が適用されなくなるのは当該労働協約の適用を受ける労働者に限られるが、行政官庁が命じて変更された就業規則は当該労働協約の適用されない労働者にも及ぶ。
これらのことから、効力関係については、優先されるものから順に、法令、労働協約、就業規則、労働契約となる。ただし、就業規則よりも有利な労働条件を定める労働契約は有効となる（平成24年8月10日基発0810第2号）。

### 不利益変更
使用者は、労働者と合意することなく、就業規則を変更することにより、労働者の不利益に労働契約の内容である労働条件を変更することはできない（労働契約法第9条）。
しかし、使用者が変更後の就業規則を労働者に周知させ、かつ、就業規則の変更が、「労働者の受ける不利益の程度」「労働条件の変更の必要性」「変更後の就業規則の内容の相当性」「労働組合等との交渉の状況」その他の就業規則の変更に係る事情に照らして合理的なものであるときは、労働契約の内容である労働条件は、当該変更後の就業規則に定めるところによるものとする（労働契約法第10条）とされ、労働者との合意がなくても、就業規則の変更により労働者の不利益に労働条件を変更できる。従来は判例の積み重ねによって「合理性」を裁判所が個別に判断していたが、労働契約法の施行により変更要件が明文化された。特に、第89条・第90条に規定する就業規則に関する手続は、労働契約法第10条本文の法的効果を生じさせるための要件ではないものの、就業規則の内容の合理性に資するものである（平成24年8月10日基発0810第2号）。

## 船員に係る就業規則の作成
船員（船員法第1条に規定する船員）には労働基準法上の就業規則の規定は適用されないが（第116条）、別途船員法によって就業規則の規定が置かれている。
労働基準法との相違点としては、
- 船舶所有者は、就業規則の作成・変更時の届出を国土交通大臣（実際の提出先は所轄地方運輸局長。船員法施行規則第69条）に対して行う（船員法第97条1項）。船舶所有者を構成員とする団体で法人たるものは、その構成員たる船舶所有者について適用される就業規則を作成して、これを届出・変更することができ、この届出があったときは、船舶所有者は、当該就業規則の作成・変更の届出をしなくてもよい（船員法第97条3項、4項）。なお記載事項として以下が定められている（船員法第97条2項、船員法施行規則第70条）。
  - 絶対的記載事項
    1. 給料その他の報酬（決定及び支払の方法、支払の時期並びに昇給の基準を含む）
    2. 労働時間（基準労働期間、休息時間、当直割及び当直の交代方法並びに交代乗船制等特殊の乗船制をとる場合における当該乗船制を含む）
    3. 休日及び休暇（時期、方法及び場所を含む）
    4. 定員（海員の職務及び員数並びに船舶の名称、総トン数、主機の出力、航行区域又は従業区域、就航航路又は操業海域及び用途を含む）

  - 相対的記載事項
    1. 食料並びに安全及び衛生
    2. 被服及び日用品
    3. 陸上における宿泊、休養、医療及び慰安の施設
    4. 災害補償
    5. 失業手当、雇止手当及び退職手当
    6. 送還
    7. 教育
    8. 賞罰
    9. その他の労働条件
- 効力関係については労働基準法と同様であるが（船員法第100条）、国土交通大臣は、法令又は労働協約に違反する就業規則の変更を命ずることができ（船員法第99条1項）、就業規則が不当であると認めるときは、交通政策審議会又は地方運輸局に置かれる政令で定める審議会（旧・船員労働委員会→現・船員部会）の議を経て、その変更を命ずることができる（船員法第99条2項）。

なお、「常時10人以上」「労働組合等の意見聴取」「周知義務」については船員法においても労働基準法と同様である。

## 短時間労働者に係る就業規則の作成
事業主は、短時間労働者に係る事項について就業規則を作成し、又は変更しようとするときは、当該事業所において雇用する短時間労働者の過半数を代表すると認められるものの意見を聴くように努めるものとする（パートタイム労働法第7条）。事業主は、その雇用する短時間労働者から求めがあったときは、就業規則に関する決定をするに当たって考慮した事項について、当該短時間労働者に説明しなければならない（パートタイム労働法第14条）。

## 歴史
使用者が制定する、労働条件を記した文書に関する規制は、1905年（明治38年）制定の旧鉱業法が始まりとされる。同法には現在の労働基準法に連なる規制（周知義務、絶対的・相対的必要記載事項、違反者に対する罰則等）がすでに盛り込まれていた。その後1911年（明治44年）の工場法では直接の規制は設けられなかったが、1916年（大正5年）に発出された同法施行令において、労災扶助規則の作成・届出義務を工場主に課し、1923年（大正12年）の改正により「就業規則」の語が初めて法文上に現れた。戦後の労働基準法制定により、これらの経緯を引き継いで「就業規則」が規定された。
労働基準法は制定後たびたび改正されているが、就業規則に関する改正は少なく、時世の変化に伴う絶対的・相対的記載事項の追加と、他法改正に伴う条項の整理にとどまっていて、現行法においてもその根幹は制定当時のものがおおむね残されている。

### 法的性質
就業規則は使用者・労働者双方に遵守義務が課されているものの（第2条）、就業規則の法的効力はあくまで最低労働条件の確保であり、就業規則が労働契約の内容をどれほど規定するが（それに反対の労働者をも当然に拘束するか）は法文上は不明確である。それゆえその法的性質が検討されるが、法規範説と約款説の2説が最も基本的な考え方とされる。
法規範説
就業規則それ自体を労働者及び使用者を拘束する一種の法規範とみる。
約款説
就業規則はそれ自体では法規範ではなく、労働者との労働契約の内容に取り込まれることによってのみ両当事者を拘束する（就業規則を労働契約のひな型と見る）。
判例（秋北バス事件、最判昭和43年12月25日）の立場は法規範説とされるが、同判旨では就業規則に反対の意思を明示した労働者をも当然に拘束するとは述べてなく、約款説としても理解でき、事実上中立的な見解となっている。実際には採用に際し、労働者は就業規則に対し明確に反対の意思を表示するはずはなく（すれば採用されない）、就業規則は新入社員によって一括受け入れされて拘束力を取得する。判例はこの現実を法の世界でも是認しつつ、内容の合理性を効力取得の要件としている。特に判例では就業規則の改定によって労働条件を労働者の不利益に改定する場合に「内容の合理性」を厳しく審査していて、この法理は労働契約法第9条・第10条（#不利益変更参照）に盛り込まれた。

## 関連文献・記事
- CiNii>就業規則